# Vancouver Football Club
El Vancouver Football Club o Vancouver FC es un club de fútbol con sede de Langley, Columbia Británica. A partir del 2023 juega como expansión en la Canadian Premier League, la liga más importante de Canadá.

## Historia
El 10 de noviembre de 2021, la Canadian Premier League anunció que había otorgado un club de expansión en Vancouver a SixFive Sports and Entertainment LP. Se anunciaron más detalles el 13 de abril de 2022, cuando la CPL y SixFive anunciaron que el nuevo club jugaría en Langley, Columbia Británica, en el Willoughby Community Park adyacente al Langley Events Centre.
El 2 de noviembre de 2022, el club realizó su evento de lanzamiento oficial donde anunció su nombre, reveló su marca y presentó a Afshin Ghotbi como el primer entrenador en jefe del club. El club jugará el torneo en la temporada 2023.

## Entrenadores

### Cronología de los entrenadores
- Afshin Ghotbi (2022-presente)